# Апамея Віфінська
Апа́мея (дав.-гр. Απάμεια, первинна назва — Мірлея дав.-гр. Μύρλεια) — стародавнє місто у Віфінії, що розташовувалось на березі Мармурового моря у Малій Азії. Нині — місто Муданья, частина міста Бурса у провінції Бурса у Туреччині.

## Історія
Місто було засновано як колонія колофонійців та первинно мало назву Мірлея (на честь легендарного засновника Мірла).
Під час війни проти володаря Пергаму Мірлею завоював Філіп V Македонський, який передав управління містом своєму союзнику Прусію I, який відновив та укріпив Мірлею близько 202 до н. е., надавши йому нову назву на честь своєї дружини Апами.
За часів Октавіана Августа та Юлія Цезаря Апамея стала римською колонією Iulia Concordia Augusta Apameia.
У зв’язку з християнізацією міста в апостольський період, Апамея від III століття стала центром митрополії — однієї з найдавніших єпархій Константинопольської православної церкви.